# Zarnūkh
Zarnūkh är en ort i Iran.   Den ligger i provinsen Khorasan, i den nordöstra delen av landet, 700 km öster om huvudstaden Teheran. Zarnūkh ligger 1 137 meter över havet och antalet invånare är 101.
Terrängen runt Zarnūkh är platt. Runt Zarnūkh är det ganska glesbefolkat, med 25 invånare per kvadratkilometer. Närmaste större samhälle är Shādmehr, 4,7 km norr om Zarnūkh. Trakten runt Zarnūkh är ofruktbar med lite eller ingen växtlighet.